# Limnophora capoverdica
Limnophora capoverdica är en tvåvingeart som beskrevs av Fritz Isidore van Emden 1958. Limnophora capoverdica ingår i släktet Limnophora och familjen husflugor. Inga underarter finns listade i Catalogue of Life.